# 新説!?みのもんたの日本ミステリー!〜失われた真実に迫る〜
『新説!?みのもんたの日本ミステリー!〜失われた真実に迫る〜』（しんせつ にほんミステリー うしなわれたしんじつにせまる）は、2006年（平成18年）12月6日から2008年（平成20年）3月21日までテレビ東京系で計4回放送された2時間スペシャル番組である。

## 概要
歴史の新説を取材を交えて紹介する番組である。後にレギュラー放送（新説!?日本ミステリー、決着!歴史ミステリー）に発展した。

## 放送リスト
- 第1弾 （2006年12月6日）

01 - 本能寺の変 史料改ざん発覚!? ～"なぞの空白"…明智光秀の埋蔵金を探せ!!～
02 - 日本のルーツは古代イスラエル!? ～"消えた10支族を追え!!"～
03 - 松尾芭蕉はキリシタン!?
04 - 謎の巨大遺跡!! ～香川に残る砂の"寛永通宝"!?～
05 - 日本にピラミッド!? ～3000年前に古代文明は存在した!!～
06 - テレビ初公開!～青森の沖に眠る巨大海底遺跡の謎!?～
- 第2弾 （2007年3月23日）

追 - 追跡調査!!日本人のルーツは古代イスラエルにあった!?
追 - 追跡調査!!日本のピラミッドでマッカーサーは何を探したのか!?
08 - 平家はペルシア人とつながっていた!?
09 - ジパング黄金の都は吉野に存在した!?
10 - 武田信玄と上杉謙信は織田信長に暗殺されていた!?
11 - 1万年前、世界は一つの文字文化でつながっていた!?
12 - 聖徳太子も徳川家康もUFOを目撃していた!?
- 第3弾 （2007年9月21日）

追 - 追跡調査!!日本のルーツは古代イスラエル、ソロモンの秘宝は四国にあった!?
追 - 追跡調査!!青森の海底遺跡は龍宮城だった!?
13 - 武田信玄と徳川家康は父子だった!?
14 - 絶海の孤島に8万点の国宝が眠っていた!?
15 - 東京は平将門の怨霊に守られていた!?
- 第4弾 （2008年3月21日）

16 - 邪馬台国は四国にあった!?
17 - 佐々木小次郎はキリシタンだったので暗殺された!?
18 - 関が原の戦いはエリザベス女王が仕組んだ!?
19 - 聖徳太子の予言!? ～2030年に人類存亡の危機!?～
20 - NASAが研究する不食現象"HRM"日本にも不食の超能力者がいた!?
追 - 追跡調査!!日本のルーツは古代イスラエル天狗の正体は古代イスラエル人だった!?

## 出演者
- 司会者

みのもんた、大橋未歩（第1・2弾）、森本智子（第3・4弾）
- ゲスト

第1弾 - 荒俣宏、さくら、関根勤、渡辺満里奈
第2弾 - 荒俣宏、加藤夏希、細川茂樹、松方弘樹、渡辺正行、渡辺満里奈
第3弾 - 荒俣宏、沢村一樹、北斗晶、松嶋尚美(オセロ)、若林豪、渡辺満里奈
第4弾 - 荒俣宏、内山理名、根本美緒、渡辺正行、渡辺満里奈